# تيودور أبو كريم
الأسقف تيودور أبو كريم كان المدبر الرسولي لبطريركية الأقباط الكاثوليك بالإسكندرية منذ 1832م و حتى وفاته في 1855م.

## حياته
من مواليد جرجا، مصر. تم تعيينه مدبرًا رسوليًا لبطريركية الأقباط الكاثوليك بالإسكندرية في 22 يوليو 1832، و بعدها بيومين رسمه بطريرك الكنيسة السريانية الكاثوليكية إغناطيوس أنطونيوس الأول سمحيري أسقفًا فخريًا لعاليه. شارك الأسقف تيودور أبو كريم في 5 سبتمبر 1837 في رسامة باسيليوس كفوري أسقفًا لكنيسة الروم الملكيين الكاثوليك و نائبًا بطريركيًا لمصر و السودان. و توفي الأسقف تيودور أبو كريم في 28 سبتمبر 1855.